# Sindicato Intercomarcal de Trabajadores de Castellón
El Sindicato Intercomarcal de Trabajadores de Castellón (SIT) es una organización sindical obrera, cuyo ámbito es la provincia de Castellón. Derivada de la escisión de un sector de UGT y miembros de otros sindicatos en el 2006.

## Historia
SIT fue fundado el 22 de septiembre de 2006 en la ciudad de Castellón, tras separarse sus miembros de otros sindicatos, siendo en su mayor parte del sector del metal, hasta ese momento ligados a UGT. En 2008 el sindicato ya había superado los 600 afiliados.
Su máximo órgano de poder (tras la asamblea general), es el Secretariado Provincial, compuesto tras la asamblea del 17 de diciembre de 2008 en Alcora. Su sede principal se encuentra en Castellón; aparte, cuenta con otra sede en Alcora.